# Biskupia-Kopa-Hütte
Die Biskupia-Kopa-Hütte (bis 1945 Oberschlesierhütte, Oberschlesierbaude, polnisch Schronisko PTTK „Pod Kopą Biskupią“) liegt auf einer Höhe von 850 m n.p.m. in Polen im Zuckmanteler Bergland, einem Gebirgszug der Sudeten, auf der Bischofskoppe.

## Geschichte
Die Hütte wurde 1924 errichtet. Sie wird vom PTTK betrieben.

## Zugänge
Die Hütte ist über mehrere markierte Wanderwege und mit dem Pkw erreichbar.

## Touren

### Gipfel
- Srebrna Kopa (785 m)